# النجدة 1 (جمعة مول البلاد)
النجدة 1 هي إحدى مشيخات المملكة المغربية، تتبع جغرافيا لإقليم الخميسات وإداريًا لجمعة مول البلاد. يقدر عدد سكانها بـ 2968 نسمة حسب الإحصاء الرسمي للسكان والسكنى لسنة 2004.